# Трудовой (Калининградская область)
Трудовой — поселок в Полесском районе Калининградской области.

## География
Находится в северной части Калининградской области на расстоянии приблизительно 3 км на запад по прямой от административного центра района города Полесск.

## История
Населённый пункт назывался ранее Штайнфельд (до 1950 года).  В период с 2008 по 2017 годы Трудовой входил в состав Тургеневского сельского поселения Полесского района, с 2017 по 2022 годы — в состав Полесского городского округа.

## Население
Численность населения: 5 человек (русские 40 %, чуваши 60 %) в 2002 году, 11 в 2010.